# Universidade de Tolima
A Universidade de Tolima (UT)  (em espanhol: Universidad del Tolima) é uma instituição de ensino superior pública colombiana sediada em Ibague, capital do departamento de Tolima. É uma instituição pública criada pela Portaria nº 005 de 1945, com autonomia jurídica, acadêmica, administrativa e financeira e patrimônio independente, que desenvolve e gerencia seu orçamento de acordo com as funções correspondentes. No que diz respeito à política e ao planejamento no setor educacional, está sob o Ministério da Educação Nacional da Colômbia. No ranking nacional, a Universidade de Tolima é considerada uma das maiores da Colômbia.[carece de fontes?]
Oferece uma ampla gama de atividades acadêmicas, com 23 programas acadêmicos de graduação, 3 programas em tecnologia, 14 cursos de graduação, 12 de mestrado, e um de doutorado. No ensino à distância oferece 11 programas de graduação, 3 pós-graduação, 4 programas técnicos e 4 técnicos profissionais. Muitos desses programas são reconhecidos por sua alta qualidade.[carece de fontes?]